# Festivales Internacionales de Cine de Mujeres de Dortmund/Colonia
Los Festivales Internacionales de Cine de Mujeres de Dortmund/Colonia es un festival internacional de cine de mujeres en Alemania. Se celebra anualmente alternativamente en Dortmund y Colonia y presenta alrededor de 100 películas con un programa de películas actuales e históricas que han sido filmadas y/o producidas específicamente por mujeres. Además de la competición, el festival ofrece información y oportunidades educativas para mujeres y niñas en forma de talleres, conferencias y debates.

## Historia
El Festival Internacional de Cine de Mujeres de Dortmund | Colonia surgió en 2006 de la fusión de los dos festivales de cine de mujeres, Femme totale (Dortmund) y Feminale (Colonia), fundados en los años 80. Se ha convertido en el festival de cine de mujeres más importante de Alemania.

## Estructura
El programa del festival de Colonia se divide en tres secciones. La sección Panorama ofrece una visión general del trabajo actual de las cineastas de todo el mundo, independientemente del tema o el género de la película. En la Sección Queer se muestran películas actuales de lesbianas, gays y transexuales. Y la tercera ofrece una visión del panorama cinematográfico de una nación concreta. En 2008, China; en 2012, Polonia y en 2012 el área cultural del mundo árabe.
Por su parte, el programa de cine de Dortmund se centra siempre en un tema concreto, en descubrimientos internacionales, en estrenos de largometrajes y en una visión del cine realizado por mujeres en todo el mundo.

## Festivales
En Dortmund se organizan dos concursos independientes del eje temático y se conceden dos premios: El Premio del Director, patrocinado por RWE y dotado con 25.000 euros, patrocinado por la empresa alemana RWE y dotado con 25.000 euros, y el Premio Honorífico de Cine Documental de Dortmund, dotado con 10.000 euros, que recompensa la obra completa de una documentalista europea.
En Colonia, se apoya a las jóvenes directoras con un Premio Internacional a la ópera prima, dotado con 10.000 euros. Desde 2012 se celebra también el Concurso Nacional de Creadoras de Imagen, dotado con 5.000 euros y otorgado por un jurado de tres miembros compuesto por creadoras de imagen de renombre internacional. También hay un premio del público dotado con 1.000 euros, que patrocina la revista Choices. 